# Comlăușa
Comlăușa ist ein Dorf im Kreis Satu Mare im Nordwesten Rumäniens. Es gehört mit den Dörfern Șirlău und Tămășeni zur Gemeinde Bătarci,  

## Lage
Comlăușa befindet sich etwa 25 Kilometer südwestlich von der Kreishauptstadt Satu Mare gelegen.

## Geschichte
Das Dorf wird erstmals 1378 erwähnt. Es wird angenommen, dass der Name Comlăușa vom ungarischen Wort komló stammt, was Hopfen bedeutet.

## Sehenswürdigkeiten
Im Dorf befindet sich eine orthodoxe Kirche aus dem 19. Jahrhundert.